# Tukkurt
Tukkurt (arab. تقرت, fr. Touggourt) – miasto w Algierii, liczy ok. 40 tysięcy mieszkańców. Leży w algierskiej części Sahary w prowincji Al-Wad, niedaleko granicy z Tunezją.